# Vienna Brass
Vienna Brass ist ein 1986 gegründetes österreichisches Blechbläserquintett.
Das Quintett hat sich zum Ziel gesetzt, zeitgenössischen Kompositionen durch außergewöhnliche Darbietungen Aufmerksamkeit und Breitenwirkung zu verschaffen. Durch stilistische Vielfalt sollen weite Bereiche des Musikschaffens aller Epochen in einer dem Ensemble entsprechenden Interpretation abgedeckt werden.
Im Juli 1990 wurde Vienna Brass in die Jury des „Internationalen Wettbewerbes für Blechbläserquintett und Hornquartett“ in Gmünd, Niederösterreich berufen. 2004 spielte Vienna Brass das Eröffnungskonzert der „Neuen Säle“ im Wiener Musikverein.

## Mitglieder
- Rudi Korp und Helmut Demmer – Trompete
- Nury Guarnaschelli – Horn
- Peter Gallaun – Posaune
- Toni Wagnes – Tuba

## Wirken
- Mitwirkung bei folgenden Festivals: Salzburger Festspiele, Wiener Festwochen, Schleswig-Holstein Musik Festival, Wien Modern, Ruhr Triennale, KlangBogen Wien, Festival Hörgänge, Festival St. Gallen, Festival Alpentöne, Festival „Heimischquer“ Salzburg, ZeitgeNÖssischer Herbst, Schwäbischer Frühling und andere
- „Jeunesses Musicales“
- Tourneen nach Deutschland, Frankreich, Tschechien, Holland, Italien, Argentinien und Asien.

## Veröffentlichungen
- A-naa-nas Ba-na-nas
- Alles Walzer
- Fanfare for a new theatre
- Perpetuum mobile
- La Boheme
- A-naa-nas Ba-na-nas ETC
- Vienna Brass live in Taipei